# Strangers on a Train (band)
Strangers on a Train was een Britse muziekgroep, die bestond in het begin van de jaren 90. De band speelde neoprog en kan gezien worden als de voorloper van Shadowland.
Strangers on a Train nam twee studioalbums op voor het ter ziele gegane platenlabel SI Music, waardoor de albums al snel verdwenen waren. De albums zijn later heruitgegeven door Verglas Music, het privélabel van Nolan. Na het tweede album werd er constant bericht dat er een derde album zou komen. Tot 2009 is dat album nog niet verschenen. De leden hadden het te druk met hun eigen bands of hun gezondheid (Tracy).
De band bestond uit:
- Tracy Hitchings – zang (ging verder met Landmarq en zijlings met Gandalf)
- Karl Groom – gitaar en basgitaar (ging verder met Shadowland, Threshold)
- Clive Nolan - toetsinstrumenten (ging verder met Shadowland, Arena).

## Discografie
- The Key Part I, later heruitgegeven als The Key Part I; The Prophecy
- The Key Part II, met toevoeging The Labyrinth.